# Сан Стино ди Ливенца
Сан Стѝно ди Ливѐнца (на италиански: San Stino di Livenza, до 2011 г. Santo Stino di Livenza, Санто Стино ди Ливенца, на венециански: San Stin, Сан Стин) е град и община в Северна Италия, провинция Венеция, регион Венето. Разположен е на 6 m надморска височина. Населението на общината е 12 955 души (към 2014 г.).